# Szenta
Szenta község Somogy vármegyében, a Csurgói járásban.

## Fekvése
Belső-Somogy déli részén fekszik, Csurgó keleti szomszédságában, a várostól 7 kilométerre.
A további, közvetlenül határos települések: észak felől Kaszó, kelet felől Bolhás, délkelet felől Tarany, dél felől Berzence, északnyugat felől pedig Somogycsicsó. Csak kevés híja van annak, hogy nem határos dél-délkelet felől még Somogyudvarhellyel is.

### Megközelítése
Zsáktelepülésnek tekinthető, mivel közúton csak egy irányból érhető el, Csurgó központja felől, a 6819-es útból, a 6808-as út csatlakozásánál kelet felé kiágazó 68 127-es számú mellékúton. Déli külterületét érinti ugyan a 681-es főút is, de lakott területeit az messze elkerüli.
A hazai vasútvonalak közül a Dombóvár–Gyékényes-vasútvonal érinti, melynek két megállási pontja is van a közelében: Dombóvár vasútállomás felől sorrendben előbb Szenta vasútállomás, a falutól másfél kilométerre északra, majd Zrínyitelep megállóhely, az északnyugati határszéle mellett. Mindkettő csak alsóbbrendű, önkormányzati utakon közelíthető meg.

## Története
Szenta nevét az 1300-as évek közepétől említik az oklevelekben.
A település csodálatos természeti környezetben, erdőkkel, halastavakkal körülvett helyen fekszik.
Tőle északra található Kaszó és a Baláta-tó, mely a megye egyik legszebb természetvédelmi területe, erdei kisvasút visz a kaszói üdülőcentrumig, érintve a tavat is.
A településen 1993-ban épült fel a faluház, melyben óvoda, iskola, könyvtár és művelődési ház is helyet kapott.
A 20. század elején Somogy vármegye Csurgói járásához tartozott.
1910-ben 1181 lakosa volt, melyből 1175 magyar volt. Ebből 805 római katolikus, 328 református, 39 evangélikus volt.

## Közélete

### Polgármesterei
- 1990–1994: Berkes Sándor (független)[3]
- 1994–1998: Berkes Sándor (független)[4]
- 1998–2002: Berkes Sándor (független)[5]
- 2002–2006: Berkes Sándor (független)[6]
- 2006–2010: Berkes Sándor (független)[7]
- 2010–2014: Sashalmi Miklós (Fidesz-KDNP)[8]
- 2014–2019: Sashalmi Miklós (Fidesz-KDNP)[9]
- 2019–2024: Sashalmi Miklós (Fidesz-KDNP)[10]
- 2024– : Vukk Attila (független)[1]

## Népesség
A település népességének változása:
| Lakosok száma | 388  | 387  | 380  | 329  | 344  | 347  | 335  |
|               | 2013 | 2014 | 2015 | 2021 | 2022 | 2023 | 2024 |

A 2011-es népszámlálás során a lakosok 96,3%-a magyarnak, 0,2% bolgárnak, 26,1% cigánynak, 0,7% horvátnak, 0,5% románnak mondta magát (3,5% nem nyilatkozott; a kettős identitások miatt a végösszeg nagyobb lehet 100%-nál). A vallási megoszlás a következő volt: római katolikus 80,1%, református 3,7%, evangélikus 2,2%, felekezeten kívüli 2% (11,7% nem nyilatkozott).
2022-ben a lakosság 93,9%-a vallotta magát magyarnak, 9,3% cigánynak, 1,2% németnek, 0,3% horvátnak, 0,9% egyéb, nem hazai nemzetiségűnek (6,1% nem nyilatkozott; a kettős identitások miatt a végösszeg nagyobb lehet 100%-nál). Vallásuk szerint 64% volt római katolikus, 3,8% evangélikus, 1,7% református, 2,9% egyéb katolikus, 4,9% felekezeten kívüli (22,7% nem válaszolt).

## Híres szülöttei
Itt született Zombori Ödön olimpiai bajnok szabadfogású birkózó.

## Nevezetességei
- Kaszói Állami Erdei Vasút
- Baláta-tó Természetvédelmi Terület

## Külső hivatkozások
- Szenta az utazom.com honlapján